# Semidalis macleodi
Semidalis macleodi is een insect uit de familie van de dwerggaasvliegen (Coniopterygidae), die tot de orde netvleugeligen (Neuroptera) behoort. 
De wetenschappelijke naam Semidalis macleodi is voor het eerst geldig gepubliceerd door Martin Meinander in 1972.